# نيك هوارد (مغني)
نيك هوارد (بالإنجليزية: Nick Howard)‏ هو مغني ومغن مؤلف بريطاني، ولد في 24 أبريل 1982 في برايتون في المملكة المتحدة.

## وصلات خارجية
- نيك هوارد على موقع ميوزك برينز (الإنجليزية)
- نيك هوارد على موقع ديسكوغز (الإنجليزية)